# Lijst van afleveringen van Ben 10
Dit is een lijst van afleveringen van de Amerikaanse animatieserie Ben 10.

## Seizoen 1
| Lijst van afleveringen van Ben 10 seizoen 1 |                        |                        |                 |
| Aflevering | Titel                  | Originele uitzenddatum | Productienummer |
| 1 | And Then There Were 10 | 27 december 2005       | 101             |
| Vlak bij de aarde vechten twee ruimteschepen tegen elkaar. Het kleine schip laat een metalen bol los die naar de Aarde valt. De bol bevat de Omnitrix. De Omnitrix wordt gevonden door Ben Tennyson, die met zijn nichtje Gwen en grootvader Max de hele zomer op kampeertocht is. Hij ontdekt al snel hoe hij de Omnitrix kan gebruiken. Ondertussen wil de schurk Vilgax de Omnitrix ook hebben, en stuurt zijn robots naar de Aarde om het apparaat terug te stelen. |                        |                        |                 |
| 2 | Washington B.C.        | 13 januari 2006        | 102             |
| In Washington D.C. komen Ben en co tegenover Dr. Animo te staan, een gestoorde geleerde die met een machine een paar prehistorische dieren weer tot leven brengt. Ben leert een belangrijke les over wat het is om een held te zijn. |                        |                        |                 |
| 3 | The Krakken            | 14 januari 2006        | 103             |
| Ben ontdekt in een meer het legendarische zeemonster de Krakken. Ook ontmoet hij een visser die op dit beest jaagt. |                        |                        |                 |
| 4 | Permanent Retirement   | 21 januari 2006        | 104             |
| Ben, Gwen en Max bezoeken Bens tante Vera. Ben ontdekt dat het dorp doelwit is van een aantal aliens die de oudere inwoners een voor een ontvoeren en vervangen door kopieën. |                        |                        |                 |
| 5 | Hunted                 | 28 januari 2006        | 105             |
| Vilgax is nog altijd gewond sinds de eerste aflevering, en stuurt daarom drie premiejagers naar de Aarde om de Omnitrix te bemachtigen. Een van de jagers, Hoverboard, blijkt van hetzelfde ras te zijn als Diamondhead en komt Ben juist te hulp. |                        |                        |                 |
| 6 | Tourist Trap           | 4 februari 2006        | 108             |
| Terwijl ze in een plaatsje genaamd Sparksville zijn, laat Ben per ongeluk de Megawhatts los; kleine wezentjes gemaakt van elektrische energie. |                        |                        |                 |
| 7 | Kevin 11               | 11 februari 2006       | 107             |
| Na een argument met opa Max ontmoet Ben een tiener genaamd Kevin, die de gave heeft om energie te absorberen. Hij en Ben worden vrienden en Ben onthuld aan hem wat de Omnitrix werkelijk is. Kevin blijkt echter niet wie hij beweerde te zijn en wil de Omnitrix gebruiken om geld te verdienen. Hij steelt energie van de Omnitrix en verandert tijdelijk in enkele van de aliens.                                                                                   |                        |                        |                 |
| 8 | The Alliance           | 18 februari 2006       | 109             |
| Vilgax laat een van zijn robots fuseren met een dief genaamd Joey, die eerder door Ben werd gestopt. Ze verandert in een cyborg genaamd Rojo die van Vilgax de opdracht krijgt de omnitrix te bemachtigen. |                        |                        |                 |
| 9 | Last Laugh             | 25 februari 2006       | 106             |
| De Tennysons bezoeken een reizend circus, tot afschuw van Ben die last heeft van coulrofobie. Hij ontdekt dat de clown Zombozo zijn helpers de stad waar het circus is laat leegplunderen. Verder steelt Zombozo zelf de zielen van zijn publiek middels een machine. Ben moet zijn angst onder ogen komen om Zombozo te stoppen. |                        |                        |                 |
| 10 | Lucky Girl             | 4 maart 2006           | 110             |
| Ben verslaat een magiër genaamd Hex, waarbij Gwen een van de magiërs amuletten in handen krijgt. Het amulet zorgt dat alles wat Gwen doet goed uitpakt, en ze gebruikt dit om zelf een held te worden genaamd Lucky Girl. Hex wil echter zijn amulet terug daar hij dit nodig heeft voor een magisch ritueel, en zet een val voor haar. |                        |                        |                 |
| 11 | A Small Problem        | 11 maart 2006          | 111             |
| Door een fout in de Omntrix verandert Ben in Grey Matter en kan niet meer terug veranderen. Hij wordt gevangen door Howell Wayneright, een nerd geobsedeerd door aliens. Howell will Grey Matter uitleveren aan een organisatie die enkel bekendstaat als “The Organization”. De twee worden echter gedwongen samen te werken wanneer deze organisatie niet betrouwbaar blijkt en Howell ook gevangenneemt.                                                             |                        |                        |                 |
| 12 | Side Effects           | 18 maart 2006          | 112             |
| Ben loopt een verkoudheid op. Dit heeft onverwachte bijwerkingen op zijn alien vormen. Het wordt pas echt lastig wanneer een gestoorde kakkerlak-man een kernreactor wil opblazen. |                        |                        |                 |
| 13 | Secrets                | 25 maart 2006          | 113             |
| Vilgax is eindelijk genezen van zijn verwondingen, en dankzij het regeneratieproces dat hij gebruikte sterker dan ooit. Hij ontvoert Ben en wil de Omnitrix met geweld van hem scheiden. Opa Max onthuld eindelijk dat hij meer weet over Vilgax, en toont Gwen een geheime ruimte onder Mount Rushmore waar wapens liggen opgeslagen. Hiermee ondernemen ze een reddingsactie.                                                                                         |                        |                        |                 |

## Seizoen 2
| Lijst van afleveringen van Ben 10 seizoen 2 |                              |                        |                 |
| Aflevering | Titel                        | Originele uitzenddatum | Productienummer |
| 14 | Truth                        | 29 mei 2006            | 201             |
| Na het incident met Vilgax onthuld Max zijn verleden: hij was ooit lid van een geheime organisatie genaamd de Plumbers (loodgieters), die zich bezighield met buitenaardse bedreigingen. Hij had Vilgax al eerder ontmoet en bevochten. De groep ontmoet Phil, ook een ex-plumber die nu de kost verdiend met het jagen op aliens. Hij blijkt echter zelf al deze alienaanvallen in scène te zetten. |                              |                        |                 |
| 15 | The Big Tick                 | 30 mei 2006            | 202             |
| Ben ontdekt een nieuwe alien in de Omnitrix: Cannonbolt. In eerste instantie is hij niet echt weg van deze nieuwe alien. Maar wanneer een monster genaamd de Big One op Aarde arriveert en immuun blijkt te zijn voor al Bens andere aliens, moet Ben deze nieuwe vorm wel gebruiken. |                              |                        |                 |
| 16 | Framed                       | 31 mei 2006            | 203             |
| Overal in Bens omgeving worden misdaden gepleegd door Aliens van de Omnitrix en iedereen verdenkt Ben. In werkelijkheid is Kevin, die door energie van de Omnitrix te absorberen nu zelf in de aliens kan veranderen, de dader. Kevin verliest echter controle over zijn veranderingen en muteert tot een monsterlijke combinatie van alle 10 Omnitrix aliens. |                              |                        |                 |
| 17 | Gwen 10                      | 1 juni 2006            | 204             |
| Deze aflevering toont een alternatieve tijdlijn, waarin niet Ben maar Gwen de Omnitrix bemachtigde op de eerste dag van hun kampeertocht. |                              |                        |                 |
| 18 | Grudge Match                 | 7 juni 2006            | 205             |
| Tijdens een onderling gevecht worden Ben en Kevin ontvoerd door een alien dien hen als gladiatoren laat vechten in zijn arena. De twee moeten nu wel samenwerken om te ontsnappen. Ben krijgt onverwacht hulp van de alien Technorg. |                              |                        |                 |
| 19 | The Galactic Enforcers       | 13 juni 2006           | 206             |
| Bens droom om een officiële superheld te worden komt uit wanneer drie buitenaardse superhelden de Aarde bezoeken om een paar gevaarlijke premiejagers te vangen. Ben wordt toegelaten tot hun groep. |                              |                        |                 |
| 20 | Camp Fear                    | 21 juni 2006           | 207             |
| De Tennysons belanden in een spookachtig verlaten zomerkamp. De enige overgebleven inwoners zijn drie kinderen. Een vreemde buitenaardse plant blijkt achter de verdwijningen in het kamp te zitten. Ben ontdekt Wildvine. |                              |                        |                 |
| 21 | Ultimate Weapon              | 6 juli 2006            | 208             |
| Max ontdekt dat een oud masker, wat volgens hem naar het sterkste wapen ooit kan leiden, is opgegraven door iemand. De zoektocht naar dit wapen brengt de Tennysons in conflict met “de Organization”, nu de Forever Knights genoemd. |                              |                        |                 |
| 22 | Tough Luck                   | 12 juli 2006           | 210             |
| Hex ontsnapt uit de gevangenis met behulp van zijn nichtje Charmcaster. Samen zoeken ze een manier om Hex’ oude amuletten weer te herstellen. Ondertussen vindt Gwen een magische steen die al haar vaardigheden versterkt, en ze wordt weer Lucky Girl. Helaas voor haar is deze steen precies hetgeen dat Hex en Charmcaster nodig hebben. |                              |                        |                 |
| 23 | They Lurk Below              | 18 juli 2006           | 209             |
| De Tennysons bezoeken Donovan Grand Smith, een oude vriend van Max, die een luxe onderwaterhotel bouwt. Ze ontmoeten ook diens kleinzoon Edward. Ben, Gwen en Edward ontdekken dat de bouwlocatie van het hotel ook gebruikt wordt door een groep aliens voor hun eigen plannen. |                              |                        |                 |
| 24 | Ghostfreaked Out             | 25 juli 2006           | 212             |
| Ben krijgt steeds meer nachtmerries waarin de alien Ghostfreak hem bedreigt. Dan ontsnapt Ghostfreak plotseling uit de Omnitrix en bleek dat al die tijd niet alleen zijn DNA maar ook zijn persoonlijkheid in de Omnitrix zat. Nu hij vrij is, wordt hij een geduchte vijand van Ben. Ghostfreak heeft namelijk het plan opgevat bezit te nemen van Ben, en via hem ook van de Omnitrix. |                              |                        |                 |
| 25 | Dr. Animo and the Mutant Ray | 25 augustus 2006       | 211             |
| Dr. Animo keert terug en steelt een onderdeel van de Omnitrix om een groot mutatiekanon te bouwen. Hiermee kan hij het DNA van de Omnitrix toevoegen aan andere levensvormen en hen muteren. Door het ontbrekende onderdeel raakt de Omnitrix van slag, en verandert Ben in een aantal vreemde combinaties van zijn alienvormen. |                              |                        |                 |
| 26 | Back With a Vengeance        | 26 maart 2006          | 213             |
| Ben ontdekt per ongeluk de hoofdcode van de Omnitrix. Daardoor kan hij met enkel zijn gedachten in elke Alien veranderen, en is niet langer gebonden aan een tijdlimiet. Op hetzelfde moment vindt Kevin Vilgax, die nog blijkt te leven, en de twee spannen samen tegen Ben. In het gevecht verliest Ben tijdelijk de Omnitrix. Uiteindelijk weet Max zowel Vilgax als Kevin op te sluiten in de Null Void, een machine die hij in zijn dagen als Plumber ook gebruikte om Aliens te vangen. Ben krijgt de Omnitrix terug, maar hij heeft de hoofdcode uitgezet. |                              |                        |                 |

## Seizoen 3
| Lijst van afleveringen van Ben 10 seizoen 3 |                                   |                        |                 |
| Aflevering | Titel                             | Originele uitzenddatum | Productienummer |
| 27 | Ben 10,000                        | 25 november 2006       | 302             |
| Ben en Gwen worden door een toekomstige versie van Gwen 20 jaar de toekomst in gestuurd. In deze toekomst leven mensen en aliens samen, en is Ben een internationale held met inmiddels de mogelijkheid om in 10 000 aliens te veranderen. |                                   |                        |                 |
| 28 | Midnight Madness                  | 2 december 2006        | 301             |
| Ben biedt zich aan als vrijwilliger bij een hypnoseshow en activeert bijna de Omnitrix voor het publiek. De hypnotiseur, sublimio, gebruikt echter zijn vrijwilligers om ze in hun slaap misdaden te laten plegen. Ben blijkt voor hem de perfecte helper. |                                   |                        |                 |
| 29 | A Change of Face                  | 9 december 2006        | 303             |
| Charmcaster probeert van lichaam te ruilen met Ben, maar wisselt per ongeluk met Gwen. Gwen, in Charmcasters lichaam, wordt gearresteerd terwijl Charmcaster, in Gwens lichaam, met Ben en Max meegaat. Gwen ontsnapt en in de verwarring die ontstaat belanden Ben en Gwen in elkaars lichaam. |                                   |                        |                 |
| 30 | Merry Christmas                   | 11 december 2006       | 304             |
| De Tennysons komen in een bizar kerstdorp gerund door een man die geheel geobsedeerd is door het kerstfeest. Het blijkt dat het dorp vervloekt is en vast is blijven zitten in een kerstviering uit de jaren 30. |                                   |                        |                 |
| 31 | Benwolf                           | 17 februari 2007       | 305             |
| In New Mexico wordt Ben aangevallen door een vreemd wolfachtig wezen, dat de Omnitrix krabt. Ben begint hierna langzaam zelf te veranderen in een soort weerwolf. |                                   |                        |                 |
| 32 | Game Over                         | 24 februari 2007       | 306             |
| Ben en Gwen spelen een videospel en Gwen is duidelijk aan het winnen. Om toch een kans te maken verandert Ben in Upgrade en fuseert met het spel. Door een blikseminslag worden beide echter het spel ingezogen en moeten zich nu een weg naar buiten vechten. |                                   |                        |                 |
| 33 | Super Alien Hero Buddy Adventures | 3 maart 2007           | 307             |
| Ben ontdekt dat er een televisieshow is gemaakt met in de hoofdrol cartoonversies van Fourarms, Wildmutt en Heathblast. Hij is hier bepaald niet blij mee, vooral niet om dat de serie zijn favoriete show “Kangaroo Commando” heeft vervangen. Wanneer Ben en Gwen de studio opzoeken, blijken er vreemde dingen te gebeuren rondom de acteur die de Commando speelde.                                        |                                   |                        |                 |
| 34 | Under Wraps                       | 10 maart 2007          | 308             |
| De Tennysons bezoeken een boerderij waar Max zijn kleinkinderen het belang van hard werk wil leren. De boerderij blijkt te worden geteisterd door een mummieachtig wezen dat op zoek is naar de chemische stof “Corrodium”. Deze mummie brengt zijn DNA per ongeluk over op de Omnitrix. |                                   |                        |                 |
| 35 | The Unnaturals                    | 17 maart 2007          | 309             |
| Ben bezoekt een wedstrijd van zijn favoriete Little League-team. Hij ontdekt dat hun tegenstanders robots zijn die de President van de Verenigde Staten willen ontvoeren omdat deze ook naar de wedstrijd komt kijken. |                                   |                        |                 |
| 36 | Monster Weather                   | 24 maart 2007          | 310             |
| Max neemt zijn kleinkinderen mee naar een optreden van zijn favoriete band. Het optreden wordt onderbroken door een robot die het weer kan beheersen. |                                   |                        |                 |
| 37 | The Return                        | 7 april 2007           | 311             |
| De Tennysons bezoeken het NASA hoofdkwartier nadat een vreemde paarse onweersbui een shuttle lancering heeft stilgelegd. Ben ontmoet er Dr. Vicktor, die achter de eerder geziene alienmummie en weerwolf bleek te zitten. Wanneer Ben dr. Vicktor confronteert, blijkt deze tot zijn schok te werken voor Ghostfreak.                                                                                         |                                   |                        |                 |
| 38 | Be Afraid of the Dark             | 14 april 2007          | 312             |
| Gaat verder waar de vorige aflevering ophield. Ghostfreak is terug en wil de Aarde in eeuwige duisternis hullen. Hij gebruikt hiervoor het corrodium dat de alienmummie had opgegraven en de machine die de alienweerwolf had gebouwd. Na een lang gevecht in de ruimte verslaan de Tennysons Ghostfreak en vernietigen hem met zonlicht, maar niet voordat zijn DNA weer wordt geabsorbeerd door de Omnitrix. |                                   |                        |                 |
| 39 | The Visitor                       | 21 april 2007          | 313             |
| De Tennysons ontmoetten de alien Xylene, een oude vriend van Max en een roerganger van het schip dat de Omnitrix naar de Aarde bracht. Ze wilde de Omnitrix naar Max sturen, en volgens haar was het een ongeluk dat Ben hem in handen kreeg. Wel helpt ze hem een nieuwe alien te ontsluiten: Upchuck. |                                   |                        |                 |

## Seizoen 4
| Lijst van afleveringen van Ben 10 seizoen 4 |                                    |                        |                 |
| Aflevering | Titel                              | Originele uitzenddatum | Productienummer |
| 40 | Perfect Day                        | 14 juli 2007           | 401             |
| Ben lijkt eindelijk zijn geluksdag te hebben: een bus vol cheerleaders krijgt in zijn buurt autopech, een aantal nog niet uitgebrachte computerspellen vallen uit een vrachtwagen en Opa Max maakt eindelijk eten klaar dat wel eetbaar is. Hij ontdekt echter dat Enoch en de Forever Knights hem in een droomwereld hebben gevangen om zo de Omnitrix te bemachtigen. |                                    |                        |                 |
| 41 | Devided We Stand                   | 19 juli 2007           | 402             |
| Ben ontdekt weer een nieuwe alienvorm: Ditto. Deze alien trekt de aandacht van Dr. Animo. Hij vangt een van de Dittoklonen voor zijn eigen experimenten. |                                    |                        |                 |
| 42 | Don't Drink the Water              | 26 juli 2007           | 403             |
| Hex zoekt iets wat hem weer jong kan maken. Ondertussen heeft ook opa Max problemen met zijn leeftijd. Hij en Ben vinden per ongeluk de bron van de eeuwige jeugd, en het water verjongt Max en Ben tot respectievelijk 10 en 4 jaar oud. Hex komt erachter, en probeert het water van de bron te bemachtigen.                                                          |                                    |                        |                 |
| 43 | Big Fat Alien Wedding              | 2 augustus 2007        | 404             |
| De Tennysons bezoeken het huwelijk van Max’ neef Joel. Er blijkt echter al lange tijd een vete te bestaan tussen de familie van Joel en de familie van zijn verloofde, Camille. Dit mede omdat Joels familie allemaal alienjagers zijn, en Camillie’s familie een ras van aliens.                                                                                       |                                    |                        |                 |
| 44 | Ben 4 Good Buddy                   | 22 september 2007      | 405             |
| In de woestijn worden de Tennysons aangevallen door een bende genaamd de Road Crew, die hun RV stelen. Ze willen deze gebruiken voor een overval. |                                    |                        |                 |
| 45 | Ready to Rumble                    | 29 september 2007      | 406             |
| Ben doet als Fourarms mee aan een worstelwedstrijd, en wordt al snel een beroemdheid. |                                    |                        |                 |
| 46 | Ken 10                             | 6 oktober 2007         | 407             |
| In de toekomst geeft Ben zijn zoon Ken op diens tiende verjaardag een eigen omnitrix. |                                    |                        |                 |
| 47 | Ben 10 vs. the Negative 10: Part 1 | 9 maart 2008           | 409             |
| De Forever Knights spannen samen met enkele van Bens grootste vijanden om een krachtige energiebron te bemachtigen. |                                    |                        |                 |
| 48 | Ben 10 vs. the Negative 10: Part 2 | 9 maart 2008           | 410             |
| Max, Ben en Gwen trekken zich terug in het oude Plumbers hoofdkwartier onder Mount Rushmore om weerstand te bieden tegen de Forever Knights. |                                    |                        |                 |
| 49 | Goodbye and Good Riddance          | 15 april 2008          | 408             |
| De zomervakantie is voorbij en Ben gaat weer naar school. Hij kan niemand over de Omnitrix vertellen, en het alledaagse leven lijkt voor Ben saaier dan ooit. Totdat Vilgax onverwacht weer opduikt. |                                    |                        |                 |

## Korte filmpjes
| Lijst van afleveringen van Ben 10-shorts |                        |
| Titel | Originele uitzenddatum |
| Hijacked | 4 februari 2008        |
| Twee mannen proberen Opa Max’ camper te stelen. Helaas voor hen is Ben nog aan boord en leert hen als Fourarms een lesje.                                                                    |                        |
| Snack Break | 18 februari 2008       |
| Wanneer Ben iets probeert te kopen uit een snoepautomaat maar zijn snack komt niet naar buiten, probeert hij als Grey Matter de machine binnen te gaan om de snack op te halen.              |                        |
| Survival Skills | 10 maart 2008          |
| Ben dooft het kampvuur en moet het zonder hulp van de omnitrix weer aanmaken. Wanneer Max even weg is, gebruikt Ben stiekem Heatblast.                                                       |                        |
| Radio Dazed | 24 maart 2008          |
| Ben en Gwen worden gek van de muziek waar Opa Max naar luistert, dus verandert Ben in Upgrade en fuseert met de radio om de muziek aan te passen.                                            |                        |
| Sleepaway Camper | 7 april 2008           |
| Ben kan niet slapen door Opa Max’ gesnurk. Uiteindelijk verandert hij in Ripjaws en slaapt op de bodem van het meer.                                                                         |                        |
| Dogged Pursuit | 21 april 2008          |
| Wanneer de tas van een oude vrouw wordt gestolen, probeert Ben de handtas terug te stelen als Wildmutt.                                                                                      |                        |
| Let the Games Begin | 1 juli 2008            |
| Ben en Gwen spelen bingo, en Ben is aan de verliezende hand. Hij verandert in XLR8 om snel zijn kaart wat aan te passen, maar zijn plan mislukt.                                             |                        |
| Handle with Care | 8 juli 2008            |
| Ben en Gwen zijn in een museum waar enkele kristallen eieren liggen. Wanneer twee inbrekers het museum binnendringen probeert Ben ze als Diamondhead te verjagen en de eieren te beschermen. |                        |

## Films
| Lijst van afleveringen van Ben 10-films |                        |
| Titel | Originele uitzenddatum |
| Ben 10: Secret of the Omnitrix | 10 augustus 2007       |
| Tijdens een gevecht met Dr. Animo activeert Ben per ongeluk de zelfvernietigingsmode van de omnitrix. De enige die dit kan stoppen is de maker van de Omnitrix.                                                                        |                        |
| Ben 10: Race Against Time | 21 november 2007       |
| Een live-action film. De zomer is voorbij en Ben gaat weer naar school. Ondertussen bereidt een buitenaards ras een invasie voor. |                        |
| Ben 10: Destroy All Aliens | 11 maart 2012          |
| Bens Omnitrix begint zich vreemd te gedragen nadat Gwen een van haar spreuken erop gebruikt. Ondertussen krijgen Ben, Gwen en opa Max te maken met een mysterieuze krijger van hetzelfde ras als Upgrade, en een kwaadaardige Way Big. |                        |

## Dvd's

### Volumes
| Lijst van Ben 10-dvd's. |                    |                     |                    |                    |
| Dvd                     | Verschijningsdatum | Verschijningsdatum  | Verschijningsdatum | Verschijningsdatum |
| Dvd                     | Benelux            | Verenigd Koninkrijk | Frankrijk          | Duitsland          |
| Seizoen 1 Deel 1        | 5 augustus 2009    | 17 november 2008    | 8 april 2009       | 14 augustus 2009   |
| Seizoen 1 Deel 2        | 5 augustus 2009    | 16 februari 2009    | 10 juni 2009       | 18 september 2009  |
| Seizoen 1 Deel 3        | 5 augustus 2009    | 6 april 2009        | 28 oktober 2009    | 16 oktober 2009    |
| Seizoen 2 Deel 1        | 10 februari 2010   | 20 juli 2009        | 28 oktober 2009    | 12 februari 2010   |
| Seizoen 2 Deel 2        | 10 februari 2010   | 3 mei 2010          | 6 januari 2010     | 12 februari 2010   |
| Seizoen 2 Deel 3        | 10 februari 2010   | 23 augustus 2010    | 6 januari 2010     | 12 februari 2010   |
| Seizoen 3 Deel 1        | 10 maart 2010      | TBA                 | 7 april 2010       | TBA                |
| Seizoen 3 Deel 2        | 10 maart 2010      | TBA                 | 7 april 2010       | TBA                |
| Seizoen 3 Deel 3        | 10 maart 2010      | TBA                 | 7 april 2010       | TBA                |
| Seizoen 4 Deel 1        | 7 april 2010       | TBA                 | 23 juni 2010       | TBA                |
| Seizoen 4 Deel 2        | 7 april 2010       | TBA                 | 23 juni 2010       | TBA                |
| Seizoen 4 Deel 3        | 7 april 2010       | TBA                 | 23 juni 2010       | TBA                |

### Boxsets
| Lijst van Ben 10-dvd's. |                    |                     |                    |                    |                    |
| Dvd                     | Verschijningsdatum | Verschijningsdatum  | Verschijningsdatum | Verschijningsdatum | Verschijningsdatum |
| Dvd                     | Verenigde Staten   | Verenigd Koninkrijk | Benelux            | Frankrijk          | Duitsland          |
| Seizoen 1               | 6 februari 2007    | 6 april 2009        | 6 oktober 2010     | 21 oktober 2009    | 6 november 2009    |
| Seizoen 2               | 9 oktober 2007     | TBA                 | 6 oktober 2010     | TBA                | TBA                |
| Seizoen 3               | 4 maart 2008       | TBA                 | 6 oktober 2010     | TBA                | TBA                |
| Seizoen 4               | 5 augustus 2008    | TBA                 | 6 oktober 2010     | TBA                | TBA                |
| De Complete Serie       | TBA                | 19 oktober 2009     | 6 oktober 2010     | TBA                | TBA                |

### Films
| Lijst van Ben 10-dvd's     |                    |                     |                    |                    |                    |
| Dvd                        | Verschijningsdatum | Verschijningsdatum  | Verschijningsdatum | Verschijningsdatum | Verschijningsdatum |
| Dvd                        | Verenigde Staten   | Verenigd Koninkrijk | Benelux            | Frankrijk          | Duitsland          |
| Race Against Time          | 8 april 2008       | 27 oktober 2008     | 6 oktober 2010     | TBA                | 18 juni 2010       |
| The Secret of the Omnitrix | 20 mei 2008        | 9 november 2009     | 10 maart 2010      | 23 juni 2010       | 15 januari 2010    |